# Ukrajinština
Ukrajinský jazyk neboli ukrajinština je východoslovanský jazyk, náležící mezi slovanské jazyky, tj. do rodiny tzv. indoevropských jazyků, jehož hlubším studiem se zabývá filologicky zaměřený obor, zvaný ukrajinistika.
Po jazykové stránce je nejvíce příbuzný s běloruštinou, poté s polštinou a ruštinou. Vyvinul se z východních nářečí praslovanštiny.

## Rozšíření
Ukrajinština je úředním jazykem druhého největšího evropského státu Ukrajiny. Ve východní a jižní části jejího území si  konkuruje s ruštinou která se však od ukrajinštiny zásadně liší. Ukrajinsky se tam mluví hlavně na venkově; na Donbasu a na Krymu je podle ruských zdrojů používanější ruština. Na Krymu ukrajinský jazyk považují podle sčítání provedeného Rusy v roce 2014 za mateřský 3,3 % obyvatel , podle sčítání lidu v roce 2001 zde bylo 10,1% ukrajinsky mluvících. Ve střední a především v západní části země ukrajinština převažuje zcela jednoznačně. Vedle Ukrajiny má ukrajinština status oficiálního jazyka také v neuznané separatistické republice Podněstří a v několika obcích ve Vojvodině. Kromě toho používá ukrajinštinu ukrajinská menšina především na východním Slovensku, v jihovýchodním Polsku, České republice, Spojených státech a jinde.

### Nářečí
Nářečí přecházejí plynule do polštiny a běloruštiny. Zvláštním jevem je tzv. suržyk, smíšený jazyk s převážně ukrajinskou gramatikou a výslovností, silně ovlivněný ruskou slovní zásobou.

## Historie
Od 10. století se na Kyjevské Rusi spolu s křesťanstvím šířila církevní slovanština a stávala se úředním a spisovným jazykem. Staroruština pronikala do církevních textů od 16. století, o století později už lze hovořit o spisovném jazyku. V 19. století se rozvíjela ukrajinská literatura, čerpající z lidové slovesnosti.
V 19. století a na začátku 20. století byla označována ruskými i ukrajinskými autory termínem maloruština nebo maloruské nářečí. Název vycházel z koncepce např. A. I. Sobolenského, S. K. Buliče a částečně N. S. Trubeckého, podle které jsou ukrajinské jazyky jen nářečím ruského jazyka.
Filozofové a slavisté až v druhé polovině 19. století považovali maloruštinu za samostatný jazyk (Vladimir Ivanovič Dal, Pavlo Hnatovyč Žyteckyj, Fedir Jevhenovyč Korš, Alexej Alexandrovič Šachmatov, Pavel Jozef Šafárik, Franc Miklošič).
V první polovině roku 2017 byl Nejvyšší radou Ukrajiny přijat zákon, výrazně omezující užívání ruštiny v ukrajinské celostátní, místy i regionální televizi ve prospěch ukrajinštiny.

## Abeceda a výslovnost
Ukrajinština se píše ukrajinskou cyrilicí. Jsou pro ni specifická písmena Ґ, Є a Ї, naopak neobsahuje písmena Ё, Ъ, Ы a Э přítomná v ruské azbuce. Ukrajinská abeceda obsahuje písmena v následujícím pořadí:
| velké:                                  | А | Б | В | Г | Ґ | Д | Е | Є  | Ж | З | И | І | Ї  | Й | К | Л | М | Н | О | П | Р | С | Т | У | Ф | Х  | Ц | Ч | Ш | Щ  | Ь          | Ю  | Я  |
| malé:                                   | а | б | в | г | ґ | д | е | є  | ж | з | и | і | ї  | й | к | л | м | н | о | п | р | с | т | у | ф | х  | ц | ч | ш | щ  | ь          | ю  | я  |
| kurzíva:                                | а | б | в | г | ґ | д | е | є  | ж | з | и | і | ї  | й | к | л | м | н | о | п | р | с | т | у | ф | х  | ц | ч | ш | щ  | ь          | ю  | я  |
| transliterace (vědecký přepis)          | a | b | v | h | g | d | e | ě  | ž | z | y | i | ï  | j | k | l | m | n | o | p | r | s | t | u | f | ch | c | č | š | šč | '          | ju | ja |
| výslovnost a transkripce (běžný přepis) | a | b | v | h | g | d | e | je | ž | z | y | i | ji | j | k | l | m | n | o | p | r | s | t | u | f | ch | c | č | š | šč | měkký znak | ju | ja |

Tato tabulka neplatí pro výslovnost a transkripci univerzálně. Výjimky:
- дє = dě, тє = tě, нє = ně
- дь = ď, ть = ť, нь = ň
- дю = ďu, тю = ťu, ню = ňu
- дя = ďa, тя = ťa, ня = ňa

Další poznámky:
- V písmu se využívá též apostrof ('), který zabraňuje změkčování předchozí souhlásky, podobně jako tvrdý znak v ruštině.
- Hláska [g] se ve vývoji jazyka změnila na [h], stejně jako v češtině. K vyznačení hlásky [g] (vyskytuje se pouze v cizích slovech) slouží písmeno Ґ (např. ґрунт = grunt). V přejatých slovech se však – na rozdíl od češtiny – běžně původní [g] nahrazuje hláskou [h], a tak se na Ukrajině váží na hramy a cestovatel, který jede na Ukrajinu, vyplňuje immihracijnu kartku.
- Velmi často se používá I (ikavismus) tam, kde jiné slovanské jazyky mají Ě[7][8], O nebo E, a to i v jednoslabičných slovech (bis = běs, pid = pod, lid = led).
- Na začátek slov, která by v češtině začínala samohláskou [o], se předsouvá [v] (jako v obecné češtině): vin = on.
- Na rozdíl od ruštiny a běloruštiny se nepřízvučné O nemění na [a].

## Gramatika
Gramatika ukrajinštiny je v zásadě podobná gramatice češtiny. Rozeznávají se tři rody (mužský, ženský a střední) a dvě čísla (jednotné a množné). Jména mají sedm pádů, pořadí posledních tří je opačné: 5. instrumentál, 6. lokál, 7. vokativ (který je jako v češtině u mnohých slov shodný s 1. pádem). Přídavná jména se shodují s podstatnými a mají tři stupně. Slovesa mají kromě budoucího, přítomného a minulého času také plusquamperfektum (předminulý čas), způsob oznamovací, podmiňovací a rozkazovací, rozlišuje se dokonavý a nedokonavý vid, příčestí je trpné a činné.

## Slovní zásoba
Ukrajinská slovní zásoba má blíže západoslovanským jazykům (zejména polštině) než ruština.

## Fotogalerie

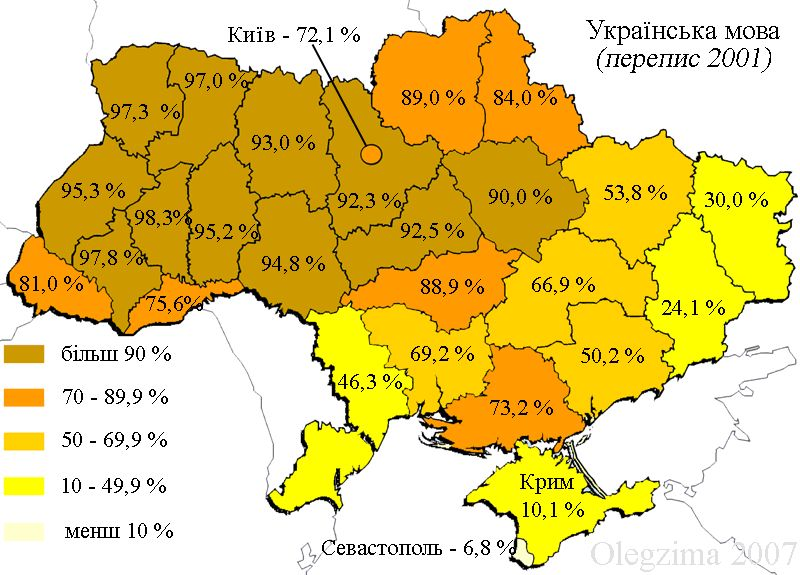
Postavení ukrajinštiny (2001)
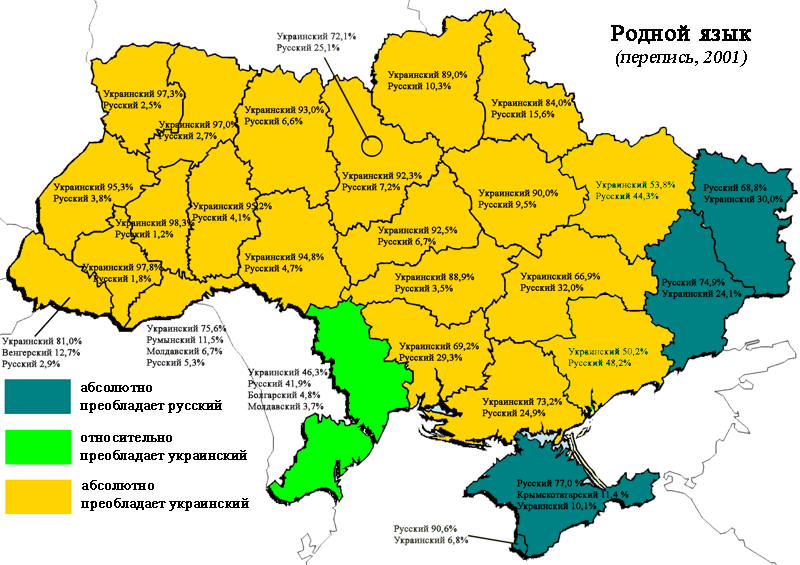
Jazyková situace na Ukrajině (rodný jazyk, 2001)
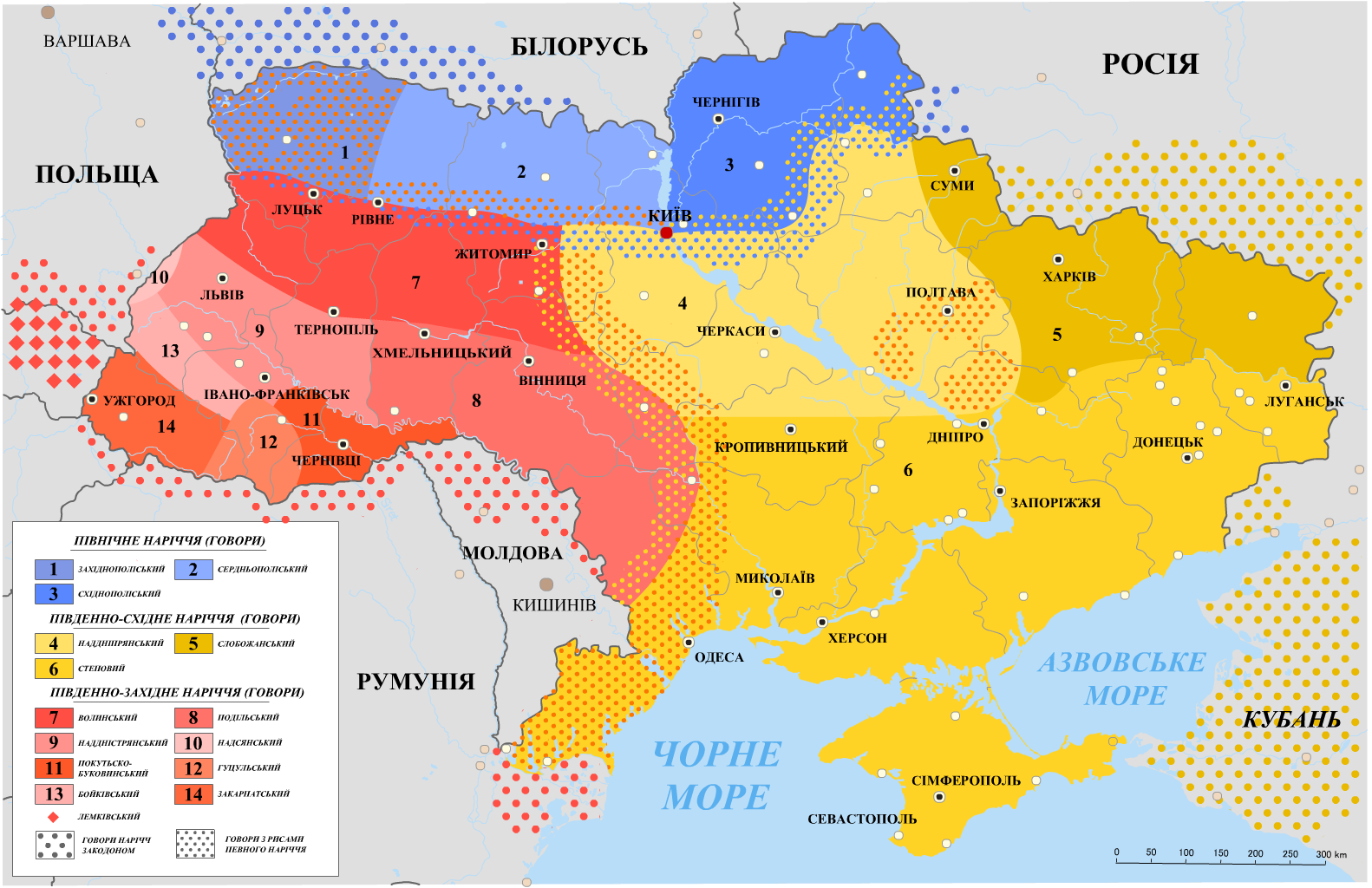
Jazyková situace na Ukrajině (ukrajinské dialekty)
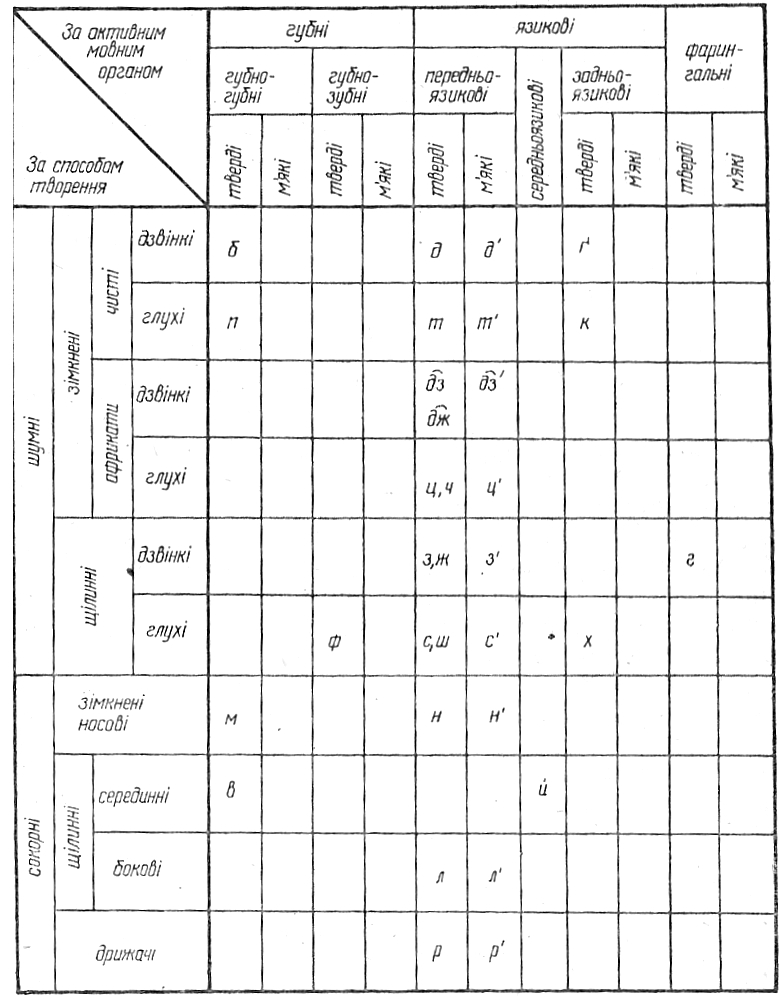
Tabulka ukrajinských souhlásek (konsonantů)

## Příklady

### Číslovky
| Ukrajinsky | Česky |
| один       | jedna |
| два        | dva   |
| три        | tři   |
| чотири     | čtyři |
| п'ять      | pět   |
| шість      | šest  |
| сім        | sedm  |
| вісім      | osm   |
| дев'ять    | devět |
| десять     | deset |

## Vzorový text

### Všeobecná deklarace lidských práv
Pro srovnání ukrajinštiny s ruštinou je text uveden v obou jazycích. V písmu se od ruštiny dá snadno odlišit znakem, který se v latince používá pro i.
| ukrajinsky              | Всі люди народжуються вільними і рівними у своїй гідності та правах. Вони наділені розумом та сумлінням і повинні діяти у відношенні один до одного в дусі братерства.     |
| přepis                  | Vsi ljudy narodžujuťsja vilnymy i rivnymy u svojij hidnosti ta pravach. Vony nadileni rozumom ta sumlinňam i povynni dijaty u vidnošenni odyn do odnoho v dusi braterstva. |
| rusky                   | Все люди рождаются свободными и равными в своëм достоинстве и правах. Они наделены разумом и совестью и должны поступать в отношении друг друга в духе братства.           |
| přepis                  | Vse ljudi roždajutsja svobodnymi i ravnymi v svojom dostoinstve i pravach. Oni naděleny razumom i sovesťju i dolžny postupať v otnošenii drug druga v duche bratstva.      |
| číst                    | Vsě ljudi raždajutsa svabodnymi i ravnymi v svajom dastoinstvě i pravach. Ani nadělěny razumom i sověsťju i dalžny pastupať v atnašenii drug druga v duche bratstva.       |
| ukrajinska evro-latinka | Vsi ľudy narodžujuťśa viľnymy i rivnymy u svojij hidnosti ta pravach. Vony nadileni rozumom i sumlinńam i povynni dijaty u vidnošenni odyn do odnoho v dusi braterstva.    |
| česky                   | Všichni lidé se rodí svobodní a sobě rovní co do důstojnosti a práv. Jsou nadáni rozumem a svědomím a mají spolu jednat v duchu bratrství.                                 |